# 羅比氏天竺鯛
羅比氏天竺鯛，為輻鰭魚綱鈎頭魚目天竺鯛科的其中一個種。

## 分布
本魚分布於中西大西洋區，包括貝里斯、牙買加、尼加拉瓜、巴西等海域。

## 深度
水深1至30公尺。

## 特徵
本魚體延長而側扁，眼大，口大略下位，頜齒細小，鋤骨和腭骨通常具齒，舌上無齒，鰓蓋骨後緣棘不發達，體被弱櫛鱗，魚體呈淺褐色，體側具數條淺色縱帶，尾柄中央有黑色小圓斑，尾鰭截形，體長可達3.6公分。

## 生態
本魚棲息於各種環境，如海草茂盛的平台、沙地、珊瑚礁、岩礁或躲藏於海綿、海葵中，白天躲藏於隱密處，夜間出來覓食，屬肉食性，以底棲甲殼類為食。繁殖期時，雄魚具有口孵習性，卵約7日化成仔魚，由雄魚吐出，具短暫的仔魚飄浮期。

## 經濟利用
不具任何經濟價值。